# Серхи Видал
Серхи Видал (шп. Sergi Vidal Plana; Бадалона, 9. април 1981) је бивши шпански кошаркаш. Играо је на позицијама бека и крила.

## Успеси

### Клупски
- Саски Басконија:
  - Првенство Шпаније (2): 2001/02, 2007/08.
  - Куп Шпаније (4): 2002, 2004, 2006, 2009.
  - Суперкуп Шпаније (3): 2005, 2006, 2009.

### Репрезентативни
- Европско првенство до 20 година:  2000.